# شلنگ دستشویی

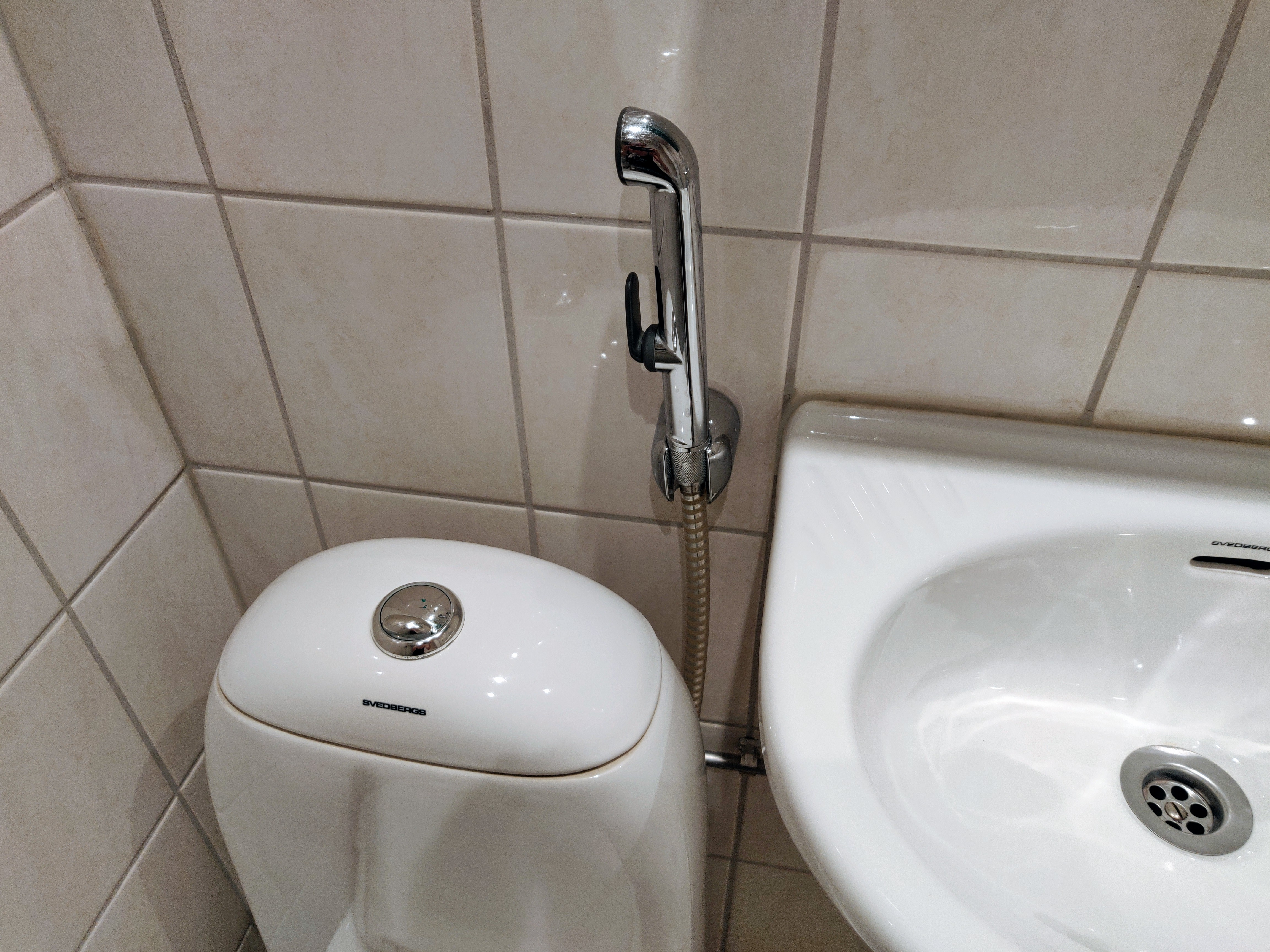
شلنگ دستشویی در هلسینکی، فنلاند.

شلنگ دستشویی وسیله‌ای در سرویس‌های بهداشتی است که آب را برای شستن مقعد و اندام جنسی پس از استفاده از دستشویی برای ادرار یا دفع مدفوع فراهم می‌کند، در موارد ممکن است سرشلنگی نیز برای آن تعبیه شود. سرشلنگ ممکن است ساختاری شبیه به سرشیر آشپزخانه داشته باشد.

## توصیف
شلنگ برای افرادی مناسب است که شستشو با آب را به سایر روش‌های پاکسازی پس از دفع مدفوع یا ادرار ترجیح می‌دهند. شلنگ جایگزینی برای روش‌های سنتی استفاده از آب برای این کار مانند بیده، دیگ مسی یا آفتابه است که نسبت به آنها بهداشتی‌تر و کم‌جاگیرتر است.

## رواج
این شیوهٔ شستشو در دستشویی، در بسیاری از کشورهای اسلامی و آسیایی رواج دارد. بیده در کشورهای عمدتاً کاتولیک که در آن آب برای پاکسازی مقعد ضروری است رایج است.